# Albert Lindström (tonsättare)
Albert Esaias Lindström, född den 24 april 1853 i Klara församling i Stockholm, död den 12 januari 1935 i Stockholm, var en svensk tonsättare, musiklärare och organist. Han var svärfar till Telemak Fredbärj.
Albert Lindström föddes i Stockholm och blev moderlös när han var fem år. Fadern var handelsman och även organist i Betlehemskyrkan. Han studerade vid musikkonservatoriet, avlade 1872 organistexamen och blev kantor 1889. Han var verksam som organist i Blasieholmskyrkan 1871–1891 som formellt hörde till Jakob och Johannes församling i Stockholm men som i praktiken drevs av Evangeliska Fosterlandsstiftelsen. Han valdes sedan till organist i Sankt Jakobs kyrka 1891 där han verkade fram till sin pensionering 1926. Han efterträdde där sina båda orgellärare Gustaf Mankell och Wilhelm Heintze. Sammantaget var Lindström verksam i 55 år i församlingen. Den 29 oktober 1919 invaldes han som ledamot 565 av Kungliga Musikaliska Akademien.

## Kompositioner
På 1870-talet gav han ut Melodi-Album för Orgelharmonium, 50 folkvisor, folksånger, hymner, koraler, m.m. arrangerade af Albert Lindström. Han har även gjort en Orgelharmoniumskola (3:e upplagan 1894) samt arrangemang för orgel av Conrad Nordqvists Sorgmarsch vid Carl XV:s begravning.
Lindström har även komponerat många sånger och redigerat musiken i sångböckerna Sionstoner, Nya pilgrimssånger, tredje upplagan av Ahnfelts sånger samt första utgåvan av Svenska Baptistsamfundets melodisångbok Psalmisten (1904). En av hans mer kända melodier är till Lina Sandell-Bergs psalm Jag kan icke räkna dem alla som publicerades 1889.